# 相模野台地
相模野台地（さがみのだいち）は、多摩丘陵と相模川に挟まれた地域に広がる台地である。相模原台地（さがみはらだいち）とも呼ばれ、北部の相模原市では特にこの呼称が多く用いられる。
本項では座間丘陵（ざまきゅうりょう）についても説明する。座間丘陵も広義の相模平野に含められる場合もある。

## 範囲
神奈川県の中央部に位置する。北半部は相模原市に属し、2006年～2007年の合併以前の旧市域の大部分と旧城山町の東部（旧川尻村地区）を占める。南半部は大和市・綾瀬市・座間市・海老名市・寒川町および茅ヶ崎市と藤沢市の北部にまたがる。さらに、境川左岸の東京都町田市南部から横浜市瀬谷区・泉区・戸塚区にまで広がる。
旧国郡では大部分が相模国高座郡に属し、境川左岸は上流側が武蔵国多摩郡（1878年以降は南多摩郡）、下流側は相模国鎌倉郡に属する。

## 地形
相模川中下流部の左岸に位置し、主に相模川の堆積作用によって形成された扇状地に由来する河岸段丘である。大きく分けて3～5段、詳細には十数段の段丘面に区分される。台地の大部分は古い順に相模原面群、中津原面、田名原面群、陽原（みなはら）面群に分けられ、相模原市南部から座間市、海老名市北部にかけての台地西縁部には相模原面群よりも古い堆積面が丘陵状に残存している座間丘陵が分布する。また、台地の南西端部は他の部分とは由来を異にしており、高座台地（高座丘陵）と呼ばれる。
台地上は相模川によって運ばれた堆積物だけでなく、富士山や箱根山などからの噴出物を中心とする火山灰層（関東ローム層）によって覆われている。

### 相模原面群
相模原市では上段とも呼ばれる。相模野台地の中では最も広い面積を占め、詳細には5段の堆積面に分けられる。相模原市緑区（旧城山町）の川尻八幡宮付近（標高約170m）を最高点に北半部の相模原市内では南東方向に、大和市以南では南方向に徐々に高度を下げ、南西端の寒川町で相模川沿いの沖積面（相模川低地）の下に埋没する。一方、南東側の藤沢市白旗付近では標高約50mで台地末端となり、比高40m程で境川沿いの低地に接する。また、町田市忠生（ただお）地区より下流側では、多摩丘陵に含まれる森野・原町田付近を除いて境川の左岸にも広がりを持つ。
多摩丘陵の谷戸を水源とする境川を除いて、北半部には台地を開析する河川がほとんどなく平坦地が非常に広く分布する。南半部では西から目久尻川、蓼川、引地川、深堀川、目黒川（本来は深堀川の下流部）、和泉川などが相模川および境川に並行して南流するが、開析が進んだ樹枝状の谷戸が分布するのは南端の藤沢市域から横浜市泉区および戸塚区にかけての区域に限られる。

### 中津原面
中津原の名は相模川右岸の愛川町中津に由来する。右岸では愛川町南東部から厚木市北部にまたがって相模川と中津川の間に広く分布するが（中津台地、中津原台地）、左岸の相模野台地では相模原市南区磯部から新戸（しんど）にかけて座間丘陵の西に接した幅のごく狭い平坦面が分布するのみである。

### 田名原面群
田名原の名はこの段丘面の多くを占める相模原市中央区田名に由来する。相模原市では中段とも呼ばれ、詳細には4段の堆積面に分けられる。同市中央区田名のほかに緑区大島、中央区上溝、南区当麻（たいま）および下溝の北部にかけて広がりを持つが、下溝南部以南にはほとんど分布しない。相模原面群（上段）との間の段丘崖は「横山」（または相模横山）と呼ばれ、崖下の湧水を水源に鳩川、姥川、道保川が並行して南流する。

### 陽原面群
陽原面の名は相模原市中央区田名の小字名である「陽原（みなばら）」に由来する。相模原市では下段とも呼ばれ、詳細には5段の堆積面に分けられる。同市緑区大島から中央区田名にかけて、および南区下溝南部の台地西端に分布し、相模原面群（上段）、田名原面群（中段）に比べるとその面積は小さい。上流側の大島では相模川沿いの沖積面との間に40m程の比高があるが下流側へ向けて急速に高度を下げ、同市南区磯部付近で沖積面の下に埋没する。

### 座間丘陵
相模原市南区磯部の米陸軍キャンプ座間付近から座間市を経て海老名市北部にかけての台地西縁に細長く分布する堆積面で、標高は北部で約80m、南部で約50m。相模原面群よりも高位にあり、より古い時代の相模川の堆積作用によって作られた扇状地性の平坦面であったが、現在では開析が進み平坦面の少ない丘陵地形となっている。

### 高座台地
高座丘陵とも呼ばれる。台地の南西端、茅ヶ崎市北部の小出地区から藤沢市北部の御所見地区および大庭（おおば）にかけて分布し、浅い海や三角州に堆積した海成砂礫によって形成された堆積面である。横浜市北東部から川崎市にかけて分布する下末吉台地の堆積面に対比される。小出川およびその支流の駒寄川などによる開析が進み、樹枝状の谷戸が多く分布する。

## 利用

### 相模野と新田開発
最も多くの面積を占める相模原面群（上段）では台地表面を流れる河川がなく、地下水位も低くて水利に恵まれないために長く利用が進まず、原野が広がり周辺の村々入会の草刈場とされていた。相模野とは元々、この原野を指した呼称である。また、各区域ごとに「座間野」「鶴間野」「亀井原（亀井野）」などとも呼ばれた。古くからの集落は段丘崖下の湧水帯や台地を刻む谷戸に立地し、わずかな水田が開かれた。
江戸時代中期以降、相模原面群上で台地周縁部の農村の豪農らによる新田開発が進められた。中でも大規模なものが天保年間に着手された清兵衛新田（現相模原市中央区清新、相模原）であった。新田では水が得られないために水田は開かれず、畑地として開墾された。新田集落では薪炭を得るためにクヌギやコナラが植えられた。相模原市から大和市にかけて現在も残存する雑木林は、こうして作られた人工林である。
台地上の開墾は明治以降も進められ、第二次世界大戦後の引揚者による旧軍用地の開拓まで続いた。

### 養蚕から近郊農業へ
幕末期以降の絹織物産業や生糸輸出の発展とともに、輸出港である横浜港や八王子などの機業地に近いこの地域では養蚕が盛んとなり、台地上には桑畑が一面に広がる光景が展開した。しかし、1929年の世界恐慌に始まる生糸貿易の衰退とともにこの地域の養蚕も衰退し始め、代わって大消費地である東京を市場に野菜などを生産する近郊農業を主体とする農業に移行した。
消費地である東京や横浜に近いという立地条件は、明治中期以降に養豚や養鶏、酪農といった畜産業が成立する背景ともなった。中でも養豚は、昭和初期以降広く飼育されるようになった高座豚のブランドで知られる。しかし、相模原市など市街化の進んだ地域では、悪臭などの問題から養豚・養鶏・酪農のいずれも衰退傾向にある。

### 軍施設の進出と戦後の転用
東京に近く、広大な平坦地が広がっていることから、昭和初期（1930年代以降）に軍関係の施設が相次いでこの地域に進出した。陸軍の士官学校（座間町・新磯村、現座間市・相模原市。1937年）、相模陸軍造兵廠（大野村・相原村、現相模原市。1938年）や、海軍の厚木飛行場（大和町・渋谷町・綾瀬村、現大和市・綾瀬市。1942年）、高座海軍工廠（座間町、現座間市。1944年）などが代表的なものである。主に北半部には陸軍、南半部には海軍の施設が進出した。
陸軍造兵廠の進出とともに、北部の大野村・相原村・上溝町（いずれも現相模原市）にまたがる区域で同施設を中核に大規模な都市計画に基づく区画整理事業が行われた（軍都計画）。さらに陸軍の主導の下、これらの陸軍施設が集中する北部の上溝町、座間町ほか6村の大規模合併によって1941年に相模原町が発足した。1945年の敗戦により「軍都」の建設は挫折し、相模原町からは1948年に座間町（現座間市）が分離したが、これが相模原市（1954年市制施行）が戦後発展する基盤となった。
戦後、旧軍施設は一部が進駐軍に接収され、一部は学校や工場などに転用された。さらに陸軍士官学校の演習地のように引揚者の入植地となったところもあった。接収された施設の中にはそのまま在日米軍の施設とされたものが多く、一部は後に日本側へ返還されたが、相模総合補給廠（旧陸軍造兵廠）、キャンプ座間（旧陸軍士官学校）、厚木飛行場などのように現在も主要施設として使用されているものもある。

### 畑地灌漑事業
明治以来、台地上に水を引き水田を開く計画は度々立案されたが実現には至らなかった。昭和に入り、1938年に神奈川県が相模川河水統制事業に着手したことによって、ようやく開田計画が本格化した。相模川河水統制事業は、日本における河川総合開発事業の先駆けとなったものの1つであり、相模川に多目的ダム（相模ダム）を建設して電力開発を行うとともに、京浜工業地帯に工業用水を供給し、また相模野台地に農業用水を引いて約1,000haの水田を開くというものであった。総合計画の中核となる相模ダムの建設は1940年に着工され、第二次世界大戦の激化による一時中断をはさんで敗戦後の1947年に完成している。
農業用水路の建設はダム完成後の戦後のこととなり、食料増産のために当初の開田計画から約2,700haの畑地へ灌漑を行うものとされて、1949年に相模原開発畑地灌漑事業として着工された。この事業は1930年代にアメリカ合衆国で進められた「テネシー川流域総合開発事業」にならって「日本版TVA計画」と呼ばれ、10億円を超える国庫補助金や県費などを投入して1963年に完成した。
津久井町（現相模原市緑区）の沼本ダムで相模川から取水された用水は、城山町（同）の津久井分水池で横浜市・川崎市等への上水道水（京浜工業地帯への工業用水を含む）と分けられ、相模原市大野台（現南区）で東西の両幹線に分かれて台地南部の綾瀬町（現綾瀬市）や藤沢市にまで至った。県が建設した幹線水路や支線用水路、配水路の総延長は約93km、利用者組合が建設した支線・末端配水路は約71kmに達し、全体で相模原・座間・海老名・綾瀬・大和・藤沢の6市町にまたがる約2,700haの畑地を潤した。1953年に畑への通水が開始され、1958年頃に送水量が最大に達したが、それとほぼ同時期に相模原市や大和市、座間町（1971年に市制施行）などでの市街地化により、台地上の農地の宅地等への転用が急速に進行した。そのために農業用水路としての役割も急速に縮小し、1970年には利用者組合も解散して、実際には完成後の数年間に通水されただけに終わった。現在では、大野台以南の東西幹線水路の多くの区間がそれぞれ緑道緑地として整備されている。

### 内陸工業地域
相模野台地への大工場の進出は、上述の相模陸軍造兵廠や高座海軍工廠に始まる。戦後、これらの軍施設の一部が工場に転用され、あるいは新たに農地が買収されることによって大工場が相次いで進出した。また、相模原市などが積極的に工場誘致を進め工業団地の造成に努めたことから、戦後復興期から高度経済成長期を通じて大小多くの工場が相模野台地上に進出した。単独の大工場としては座間市の日産自動車。旧高座海軍工廠跡地は養鶏場・岡本理研・東芝機械。藤沢市のいすゞ自動車および荏原製作所など、また、相模原市緑区の大山工業団地（日本金属工業、セントラル自動車など。一部は中央区）や宮下（みやしも）地区（三菱電機など）、中央区の田名工業団地（三菱重工業、キャタピラージャパンなど）、南区の麻溝台工業団地（日産自動車部品センターなど）、藤沢市の桐原工業団地（日本IBM,現・HGSTなど）が代表的である。その結果、相模原市や座間市は内陸工業都市として性格を併せ持つに至った。
しかし、1990年代以降の産業構造の変化や空洞化により、日産自動車座間工場（1995年閉鎖）や日本金属工業（2003年閉鎖）、セントラル自動車（2011年移転）など撤退する工場も相次いでいる一方、強固な地盤で耐震性に優れていることから、大規模物流施設やデータセンターの誘致が進められている。

## その他
- 古くからこの地域に住んできた年配者のなかには「さがみっぱら」という住民もいる。
- 鉄道路線では、以下の各線が相模野台地上を通過する（掲載する駅は代表する駅のみ）。

東日本旅客鉄道（JR東日本）
横浜線：町田 - 相原間
相模線： 相武台下 - 橋本間（河岸段丘により築堤と掘割が連続する）
東海旅客鉄道（JR東海）
東海道新幹線（駅は設置されていない）
京王電鉄
相模原線：多摩境 - 橋本間
小田急電鉄
小田原線：町田 - 海老名間
江ノ島線：相模大野 - 善行間
東急電鉄
田園都市線：南町田グランベリーパーク - 中央林間間
相模鉄道
本線：三ツ境 - 海老名間
いずみ野線：いずみ野 - 湘南台間
横浜市営地下鉄
1号線（ブルーライン）：踊場 - 湘南台間（一部区間を除き地下）